# Kvæfjord
Kvæfjord este o comună din provincia Troms, Norvegia.